# Abbateggio
Abbateggio – miejscowość i gmina we Włoszech, w regionie Abruzja, w prowincji Pescara.
Według danych na rok 2004 gminę zamieszkiwało 420 osób, 28 os./km².